# Стела (Торино)
Стела је насеље у Италији у округу Торино, региону Пијемонт.
Према процени из 2011. у насељу је живело 221 становника. Насеље се налази на надморској висини од 282 м.